# Menezio (argonauta)
Menezio (in greco antico: Μενοίτιος?, Menoítios) è un personaggio della mitologia greca. Fu uno degli Argonauti.

## Genealogia
Figlio di Attore e di Egina sposò, (a seconda delle versioni) Filomela oppure Stenele, Periopis (Περίωπις) (figlia di Fere), Polimela o Damocrateia e da una di queste donne divenne padre di Patroclo. 

Ebbe anche una figlia di nome Antianira.

## Mitologia
Nacque e crebbe a Opunte, una città della Locride e dovette recarsi in esilio a Ftia per causa di un omicidio involontario commesso dal figlio Patroclo in giovane età. 
Come padre di Patroclo viene menzionato alcune volte nell'Iliade, in una di queste Achille conferma al figlio che lui (il padre) è ancora in vita e in un'altra gli dà consigli prima della sua partenza per la guerra di Troia.
Prese anche parte alla spedizione degli Argonauti ma non sembra che abbia avuto ruoli rilevanti.